# Leócrates
Leócrates (en griego antiguo: Λεωκράτης), hijo de Estrebo, fue un general ateniense de la primera guerra del Peloponeso. Dirigió las fuerzas atenienses que conquistaron la isla de Egina, tradicionalmente un rival naval de Atenas.
En 458 a. C., Leócrates dirigió una gran flota ateniense que puso en un compromiso a la flota egineta cerca del Golfo Sarónico. En la gran batalla naval que tuvo lugar cerca de Egina entre atenienses y eginetas, en la que vencieron los atenienses, después de apresar setenta naves eginetas, desembarcaron en la isla y pusieron sitio a la ciudad de Egina, bajo el mando de Leócrates. Los eginetas finalmente se entregaron a los atenienses y se convirtieron en aliados de Atenas.
Leócrates probablemente puede ser identificado con Leócrates, hijo de Estrebo, el boxeador ateniense del siglo V a. C. mencionado por Quintiliano, para el que Simónides de Ceos escribió una oda. Es también a menudo identificado con Leócrates, el general que luchó junto con Arístides y Mirónides en la batalla de Platea (479 a. C.).
 